# Ивашкевич, Алла Михайловна
Алла Михайловна Ивашкевич ; 20 декабря 1988, Чисть, Белорусская ССР, СССР) — белорусская спортсменка, выступавшая в муай-тай. Чемпионка Европы и трёхкратная чемпионка мира среди любителей. Чемпионка Азии среди профессионалов.

## Спортивная карьера
Спортом начала заниматься в клубе «Гладиатор» посёлка Чисть у тренера Сергея Пантюхова. В 17 лет переехала в Минск и стала заниматься в клубе «Кик Файтер» у заслуженного тренера РБ Евгения Добротворского. В 2007 году на чемпионате мира по К-1 в Сербии Алла завоевала серебряную медаль. В 2008 году на Первенстве мира по муай-тай среди юниорок в Южной Корее, проходившем в рамках
Всемирных игр единоборств, Алла завоевала золото, выиграв все бои нокаутом. В 2009 году победила на чемпионате Европы IFMA в городе Лиепая (Латвия) и завоевала золото на чемпионате мира в Бангкоке (Таиланд). В этом же году началась её профессиональная карьера. После ряда побед в рейтинговых боях ей предложили бой за титул чемпионки Азии по WMC в Гонконге. В этом бою Алла также победила Joe Lee из Гонконга единогласным решением судей.
В 2010 году Алла выиграла сразу два чемпионата мира в Таиланде IFMA и WMF и была награждена, как лучшая спортсменка муай-тай в Республике Беларусь.
В 2010 году на мировом Grand Prix «Большая 8-ка» в Минске в бою за мировой титул среди профессионалов по версии WKN Алла одержала победу (единогласным решением судей) над знаменитой польской спортсменкой многократной чемпионкой мира Джоанной Еджейчик. После боя отдала сопернице свой чемпионский пояс и отказалась от титула в её пользу, совершив беспримерный поступок в профессиональном спорте! В 2011 году завершила свою карьеру в муай-тай. Перейдя в олимпийский бокс спортсменка начала тренироваться в минском клубе «Золотые Перчатки» под руководством известного белорусского тренера Сергея Александровича Пыталева. С 2011 по 2020 год является бессменным лидером национальной женской сборной РБ по боксу в весовой категории 60 кг. Девятикратная победительница чемпионата и кубка страны. В 2018 году в четвертьфинале Чемпионата Европы в Софии при очень спорном судействе 3:2 уступила призёру ОИ в Рио, россиянке Анастасии Беляковой, в этом же году выполнила норматив Мастера спорта Международного класса.

## Спортивные достижения

### Любительский спорт
Муай-тай:
- 2010 Чемпионат мира IFMA (Таиланд)  60 кг
- 2010 Чемпионат мира WMF (Таиланд)  57 кг
- 2010 Чемпионат Беларуси  60 кг
- 2009 Чемпионат мира WMF (Таиланд)  57 кг
- 2009 Чемпионат Европы IFMA (Латвия)  57 кг
- 2009 Чемпионат Беларуси  57 кг
- 2008 Чемпионат Беларуси  57 кг
- 2008 Первенство мира IFMA (Корея)  57 кг

Кикбоксинг К-1:
- 2007 Чемпионат мира WAKO (Сербия)  56 кг
- 2007 Чемпионат Беларуси  56 кг.   2011—2020  год Чемпионка Республики Беларусь по боксу в весе до 60 кг
- Любительский бокс
- 2010-2022 года Чемпионат Республики Беларусь и Кубок Республики Беларусь 60 кг🥇🏆
- 2018 Чемпионат Европы (Болгария) 60 кг.          5 место
- 2019 Европейские игры (Минск) 60 кг.               5 место

### Профессиональный спорт
- 2009 Чемпионка Азии по версии WМС (Гонконг) решением (56 кг)